# 坎贝尔里弗

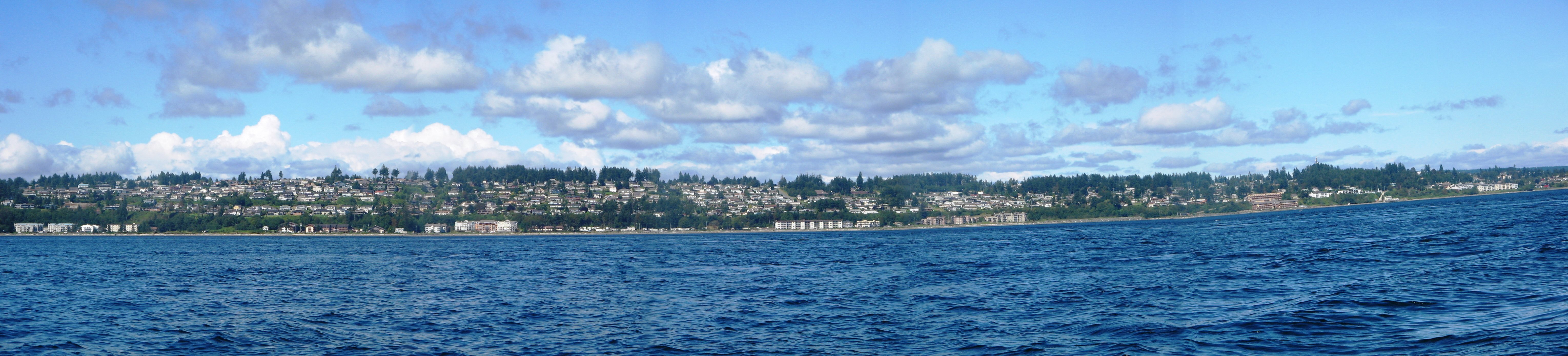
Campbell River

坎贝尔里弗是加拿大不列颠哥伦比亚省的一个海滨城市，位于温哥华岛东海岸。总面积为143.48 km2 (55.4 sq mi)。总人口为32,000(2006年)，人口密度206.1/km2 (533.8/sq mi)。该市历史始于1855年，1947年建制为市。